# Enacrosoma anomalum
Enacrosoma anomalum es una especie de Arachnida del género Enacrosoma, de la familia Araneidae, del orden Araneae.

## Distribución
Enacrosoma anomalum se distribuye por Colombia, Perú, Brasil y Guayana Francesa.

## Taxonomía
Fue descrita científicamente por el zoólogo polaco Władysław Taczanowski en 1873. Fue publicado por primera vez en Taczanowski, L. (1873). Les aranéides de la Guyane française. Horae Societatis Entomologicae Rossicae 9: 113-150, 261-, 286.